# باشگاه فوتبال اهلی الخلیل
اهلی الخلیل یک تیم فوتبال حرفه‌ای فلسطینی از شهر الخلیل است که در لیگ برتر کرانه باختری بازی می‌کند.